# Благоговение перед жизнью
Благоговение перед жизнью (нем. Ehrfurcht vor dem Leben) — принцип этического учения Альберта Швейцера, немецкого философа-гуманиста, лауреата Нобелевской премии мира.
Суть данного принципа — «выказывать равное благоговение перед жизнью как по отношению к моей воле к жизни, так и по отношению к любой другой». Принцип благоговения перед жизнью, по мысли автора, передает сущность этического точнее, чем сострадание или даже любовь, так как соединяет самосовершенствование с самоотречением и утверждает беспокойство постоянной ответственности.
Добро — то, что служит сохранению и развитию жизни, зло есть то, что уничтожает жизнь или препятствует ей.Альберт Швейцер
Этот принцип был сформулирован Швейцером во время его путешествия по африканской реке Огове и впервые изложен в 1915 году в книге «Культура и этика», а впоследствии постоянно упоминался и в других работах философа: «Проблема этического в развитии человеческого мышления», «Гуманность», «Учение о Благоговении перед жизнью». Благоговение перед жизнью — больше, чем основной принцип нравственности, он по сути дела является её единственным принципом, так как задаёт программу жизни индивидов в форме прямых действий, не требующих никаких конкретизирующих норм и промежуточных этических инстанций.